# Giuseppe Maria Tomasi
Giuseppe Maria Tomasi, född Giuseppe Maria Tomasi di Lampedusa 12 september 1649 i Licata, död 1 januari 1713 i Rom, var en italiensk romersk-katolsk präst och kardinal i Theatinorden. Han vördas som helgon i Romersk-katolska kyrkan, med minnesdag den 1 januari.

## Biografi
Giuseppe Maria Tomasi var son till Giulio Tomasi, furste av Lampedusa, och Rosalia Traina. Han avlade sina löften som theatin år 1666. Han studerade filosofi och teologi samt även bland annat grekiska, hebreiska och arabiska. Tomasi prästvigdes den 23 december 1673 av ärkebiskop, sedermera kardinal, Giacomo de Angelis i San Giovanni in Laterano; Tomasi firade sin prima missa i San Silvestro al Quirinale två dagar senare.
I maj 1712 upphöjde påve Clemens XI Tomasi till kardinalpräst med Santi Silvestro e Martino ai Monti som titelkyrka. Han publicerade en rad arbeten i teologi, exegetik, patristik och liturgi.
Kardinal Tomasi dog i Palazzo Passarini vid kyrkan San Lorenzo in Panisperna i Rom. Han begravdes i kyrkan Santi Silvestro e Martino ai Monti; år 1971 överfördes hans stoft till basilikan Sant'Andrea della Valle.

## Bilder
| - Helige Giuseppe Maria Tomasis sarkofag i basilikan Sant'Andrea della Valle i Rom. |

### Webbkällor
- ”San Giuseppe Maria Tomasi, sacerdote teatino e cardinale” (på italienska). Santi e Beati. Arkiverad från originalet den 2 januari 2021. https://archive.md/OXaKi. Läst 2 januari 2021.
- ”Saint Joseph Mary Tomasi” (på engelska). CatholicSaints.Info. Arkiverad från originalet den 2 januari 2021. https://archive.vn/wip/MgoAc. Läst 2 januari 2021.
- ”TOMASI DI LAMPEDUSA, Theat., Giuseppe Maria (1649–1713)” (på engelska). The Cardinals of the Holy Roman Church. Salvador Miranda. Arkiverad från originalet den 2 januari 2021. https://archive.vn/VlCB5. Läst 2 januari 2021.
- ”St. Giuseppe Maria Cardinal Tomasi di Lampedusa, C.R.” (på engelska). Catholic Hierarchy. Arkiverad från originalet den 2 januari 2021. https://archive.vn/wip/8BuGK. Läst 2 januari 2021.